# Station Rogalice
Station Rogalice is een spoorwegstation in de Poolse plaats Rogalice.